# توئیوو پاولو
توئیوو پاولو (سوئدی: Toivo Pawlo؛ ‏ ۲۵ دسامبر ۱۹۱۷ – ۱۴ ژوئن ۱۹۷۹) بازیگر اهل سوئد بود.
از فیلم‌ها یا سریال‌های تلویزیونی که وی در آن نقش داشته‌است، می‌توان به فلوت سحرآمیز، زوج دوست‌داشتنی، بمبی بیت و من، چهره، تابو و شماره ۱۷ اشاره کرد.